# Vương cung thánh đường

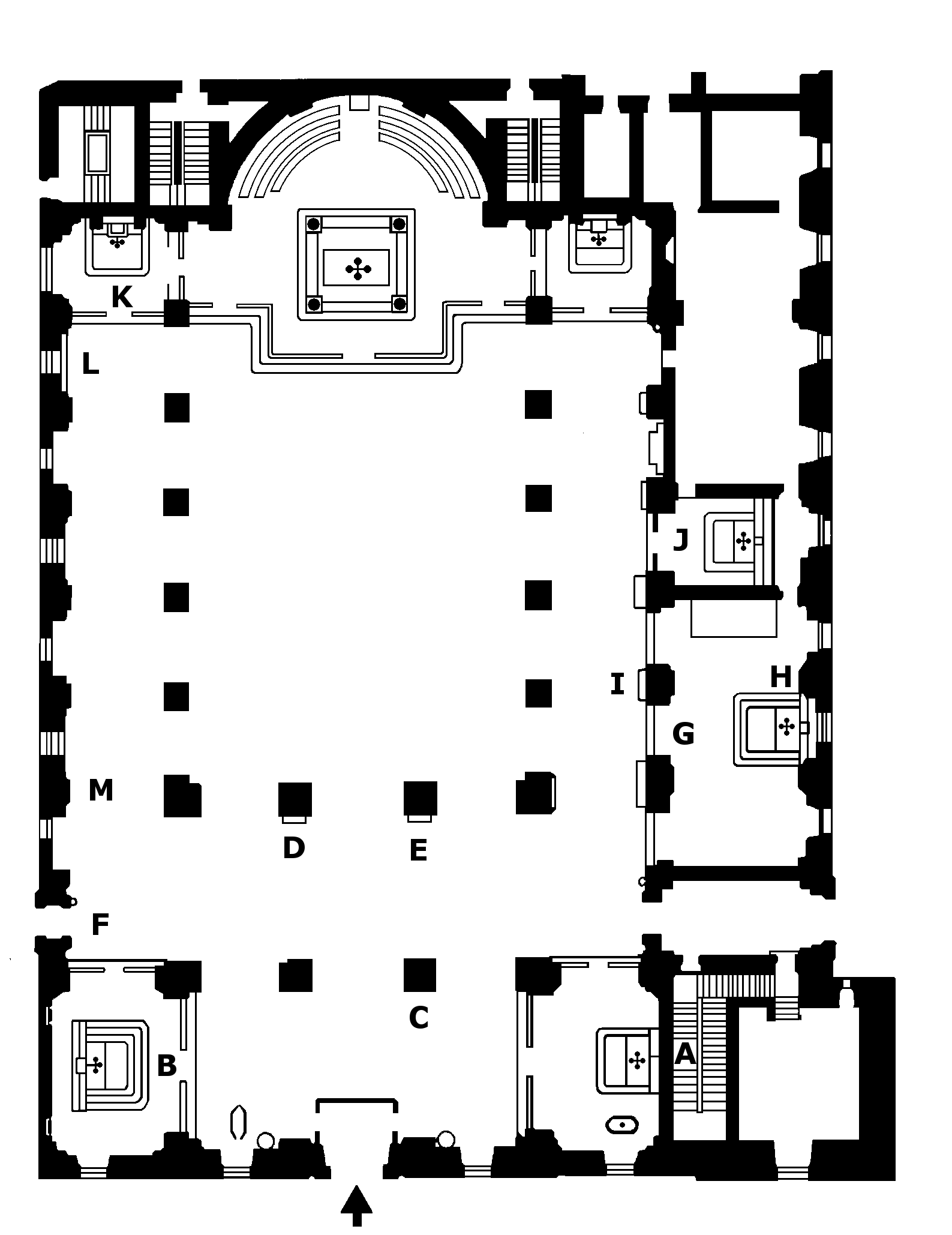
Sơ đồ tầng của Nhà thờ Thánh Lôrensô Đamasô tại Roma, là một vương cung thánh đường. Nó được xây dựng theo kiểu kiến trúc vương cung basilica: một tòa nhà hình chữ nhật với một gian giữa được bao quanh bởi các lối đi dọc.

Vương cung thánh đường (tiếng Latinh và tiếng Ý: basilica) là một danh hiệu tôn vinh đặc biệt mà Giáo hoàng sắc phong cho các nhà thờ hoặc thánh địa xét theo tính cách cổ kính, tầm quan trọng trong lịch sử và ý nghĩa tâm linh đối trong Giáo hội Công giáo. Vương cung thánh đường được phân biệt cho các mục đích nghi lễ so với các nhà thờ thông thường khác. Công trình nhà thờ giữ danh hiệu này không nhất thiết phải xây theo kiểu kiến trúc vương cung basilica theo nghĩa kiến trúc (một tòa nhà hình chữ nhật với gian giữa ở giữa có hai hoặc nhiều lối đi dọc).
Vương cung thánh đường cơ bản được chia làm hai loại là đại vương cung thánh đường (major basilica) - bao gồm bốn nhà thờ, tất cả đều thuộc Giáo phận Rôma và tiểu vương cung thánh đường (minor basilica) tức tất cả các vương cung thánh đường còn lại. Tính đến năm 2019, có tổng cộng 1.810 nhà thờ được phong danh hiệu vương cung thánh đường trên toàn thế giới.
Bởi tầm quan trọng và ý nghĩa tôn vinh, phần lớn các vương cung thánh đường thường là nhà thờ chính tòa của chính giáo phận hay tổng giáo phận tương ứng nơi mà nó tọa lạc nhưng không phải nhà thờ chính tòa nào cũng là vương cung thánh đường. Roma là thành phố sỡ hữu số lượng nhiều vương cung thánh đường nhất trên thế giới, bao gồm cả Vương cung thánh đường Thánh Phêrô Vatican.
Đặc biệt, các nhà thờ được chỉ định là vương cung thánh đường thuộc giáo hoàng (basilica papale) sẽ có ngai tọa giáo hoàng và bàn thánh lễ giáo hoàng, tại đó không ai có thể cử hành thánh lễ nếu không có sự cho phép của giáo hoàng.

## Từ nguyên
Xem thêm : Danh sách Vương cung thánh đường Công giáo
Trong tiếng Hy Lạp, basilikè có nghĩa là cổng vương cung. Thời xưa, người dân La Mã gọi basilica là một dạng kiến trúc công cộng chứ chưa phải là tôn giáo, đó là công trình chia thành nhiều dãy song song, làm thành một quảng trường có mái che. Tại đây người ta gặp nhau, sinh hoạt, bàn bạc công việc.
Ngày nay, "basilica" thường được hiểu là một công trình tôn giáo của Giáo hội Công giáo La Mã, tiếng Việt gọi là "vương cung thánh đường". Một vương cung thánh đường có thể là một nhà thờ chính tòa, cũng có thể là một nhà thờ bình thường.

## Sự phân cấp bậc nhà thờ
Các đại vương cung thánh đường và các vương cung thánh đường thuộc giáo hoàng có cấp bậc vượt trên tất cả các nhà thờ khác. Tuy nhiên, bên trong một giáo phận thì nhà thờ chính tòa sẽ đứng trước tất cả các nhà thờ khác trong cùng giáo phận, kể cả khi những nhà thờ khác được giáo hoàng sắc phong danh hiệu (tiểu) vương cung thánh đường.
Có duy nhất bốn nhà thờ nổi tiếng tại Roma giữ danh hiệu đại vương cung thánh đường, chúng hợp thành bộ tứ đại vương cung thánh đường (tiếng Ý: Quattro basiliche maggiori, tiếng Anh: Four Major Basilicas) bao gồm:
- Vương cung thánh đường Thánh Phêrô (Basilica di San Pietro in Vaticano) hay Đền thánh Phêrô/Nhà thờ Thánh Phêrô, còn gọi là Vương cung thánh đường Vatican (Vatican Basilica): là một địa điểm hành hương lớn, được xây dựng trên nơi chôn cất của Thánh Phêrô tông đồ, nằm trong lãnh thổ của Thành Vatican, đất nước độc lập nhỏ nhất thế giới.
- Vương cung thánh đường Thánh Phaolô Ngoại thành (Basilica di San Paolo fuori le mura) hay Đền thánh Phaolô/Nhà thờ Thánh Phaolô, còn gọi là Vương cung thánh đường Ostia (Ostian Basilica): là một thánh địa quan trọng nằm trên con đường La Mã Via Ostiense dẫn đến hải cảng của La Mã xưa là Ostia. Nhà thờ này được xây dựng trên nơi chôn cất của Thánh Phaolô tông đồ.
- Vương cung thánh đường Thánh Gioan Latêranô (Basilica di San Giovanni in Laterano) còn gọi là Vương cung thánh đường Lateran (Lateran Basilica): là nhà thờ chính tòa của Giáo phận Rôma và là nơi đặt ngai tòa giám mục của Giáo hoàng. Đây là nhà thờ Kitô giáo đầu tiên được xây dựng chính thức hợp pháp tại Đế quốc La Mã, là nhà thờ lâu đời nhất và cao cấp nhất trong bộ tứ đại,[3] nắm giữ tước hiệu độc nhất vô nhị Tổng lãnh vương cung thánh đường (tiếng Latinh: Archibasilica) kèm danh hiệu cao quý Nhà thờ Mẹ và Đứng đầu của tất cả các nhà thờ trên toàn thế giới (tiếng Latinh: Omnium Urbis et Orbis Ecclesiarum Mater et Caput) và là nhà thờ đại kết của toàn thể Giáo hội Công giáo Hoàn vũ.
- Vương cung thánh đường Đức Bà Cả (Basilica di Santa Maria Maggiore) còn gọi là Vương cung thánh đường Liberiana (Liberian Basilica): gắn liền với Giáo hoàng Libêriô, là Nhà thờ Đức Bà đứng đầu của tất cả các Nhà thờ Đức Bà trên toàn thế giới, vinh danh và cung hiến đến Đức Trinh nữ Maria, Mẹ Thiên Chúa.

Tứ đại vương cung thánh đường - bốn nhà thờ cao cấp nhất của Giáo hội Công giáo đều nằm tại Roma
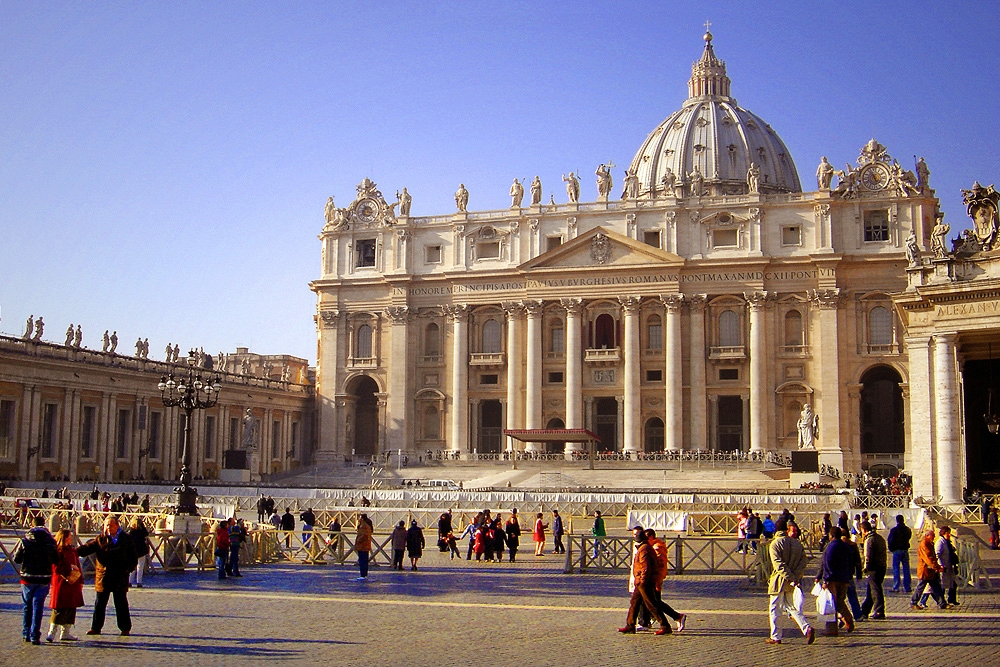
Vương cung thánh đường Thánh Phêrô tại Vatican
41°54′8″B 12°27′12″Đ / 41,90222°B 12,45333°Đ
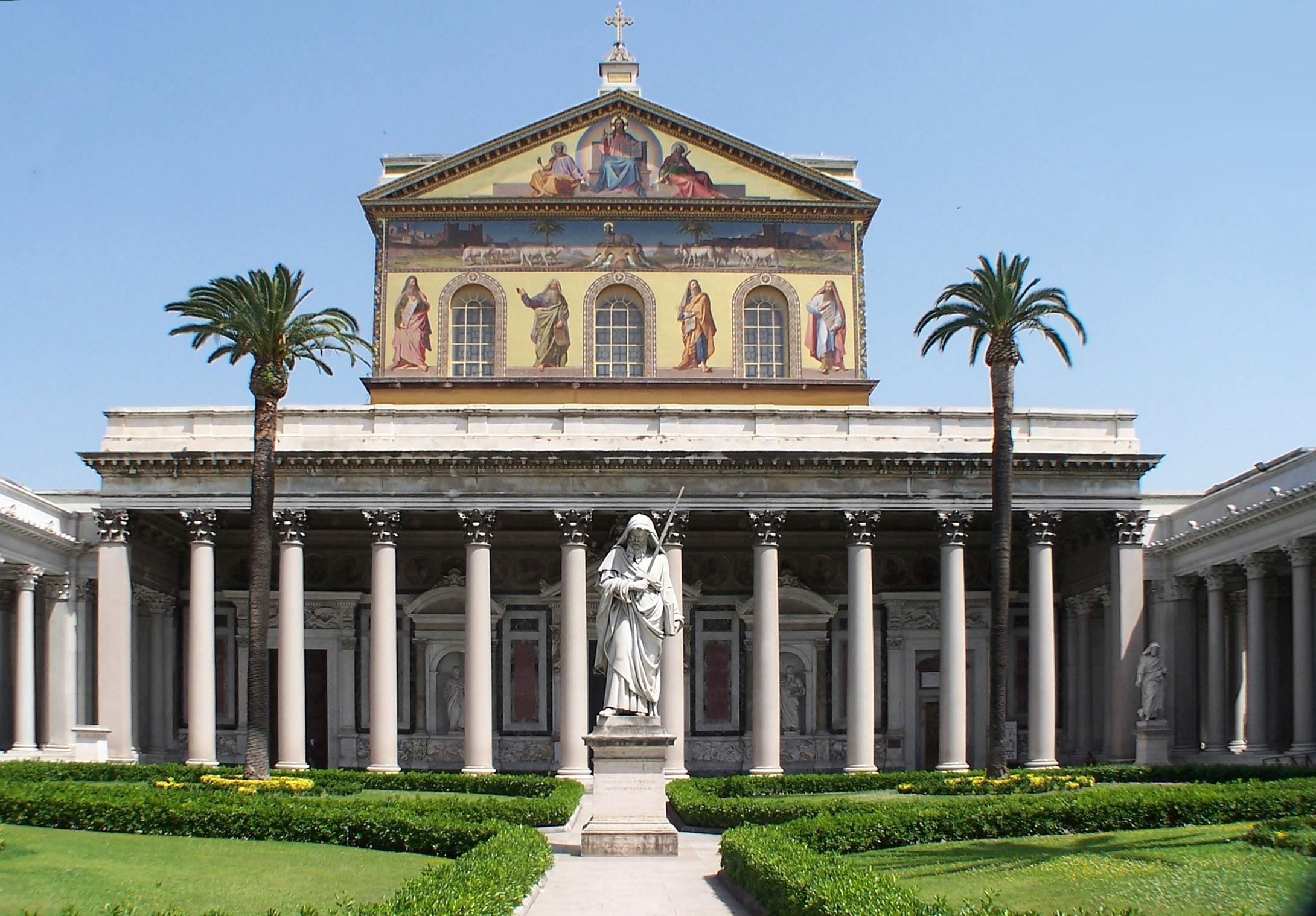
Vương cung thánh đường Thánh Phaolô Ngoại thành
41°51′31″B 12°28′38″Đ / 41,85861°B 12,47722°Đ
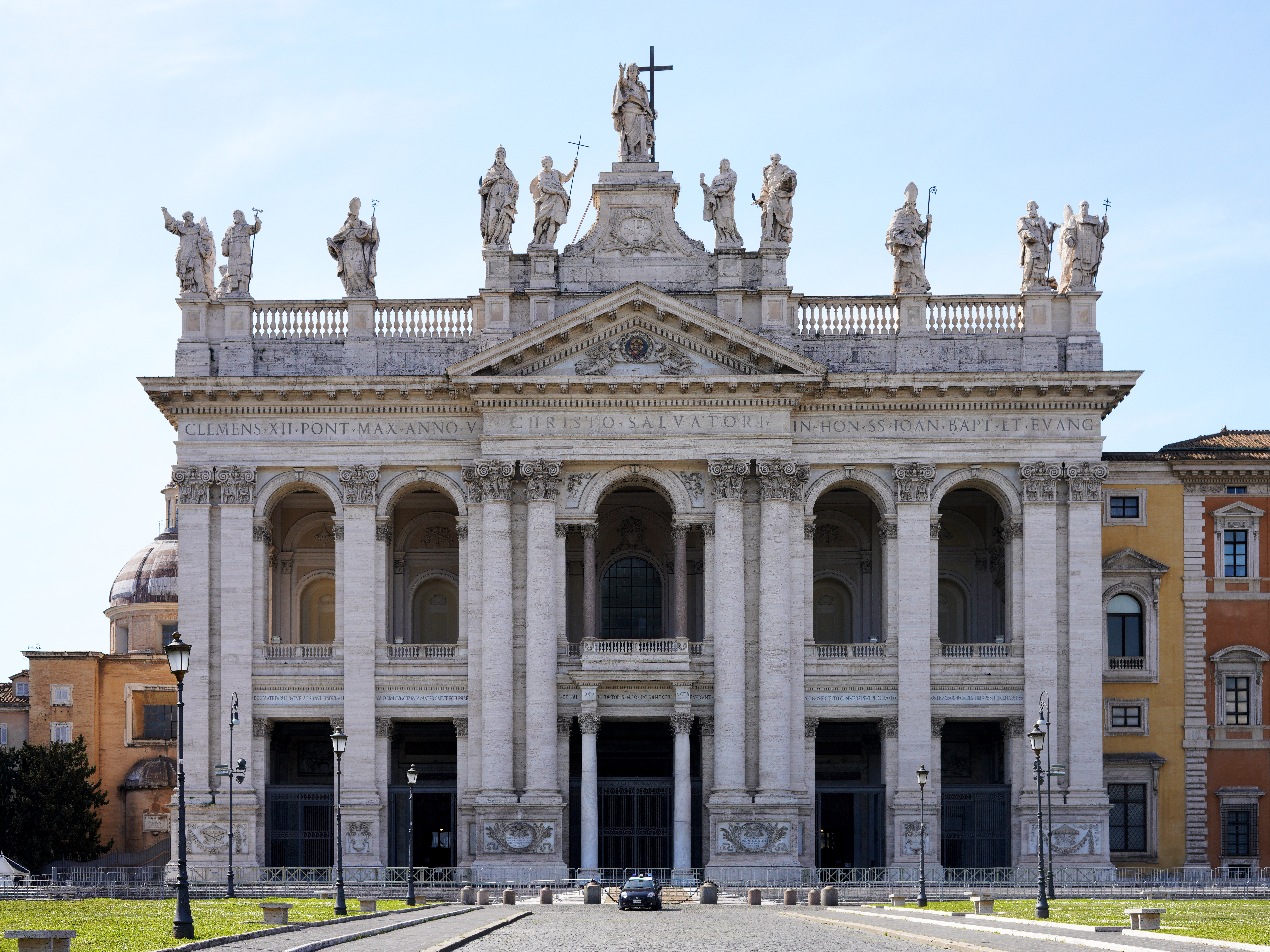
Tổng lãnh vương cung thánh đường Thánh Gioan tại Latêranô
41°53′9,26″B 12°30′22,16″Đ / 41,88333°B 12,5°Đ
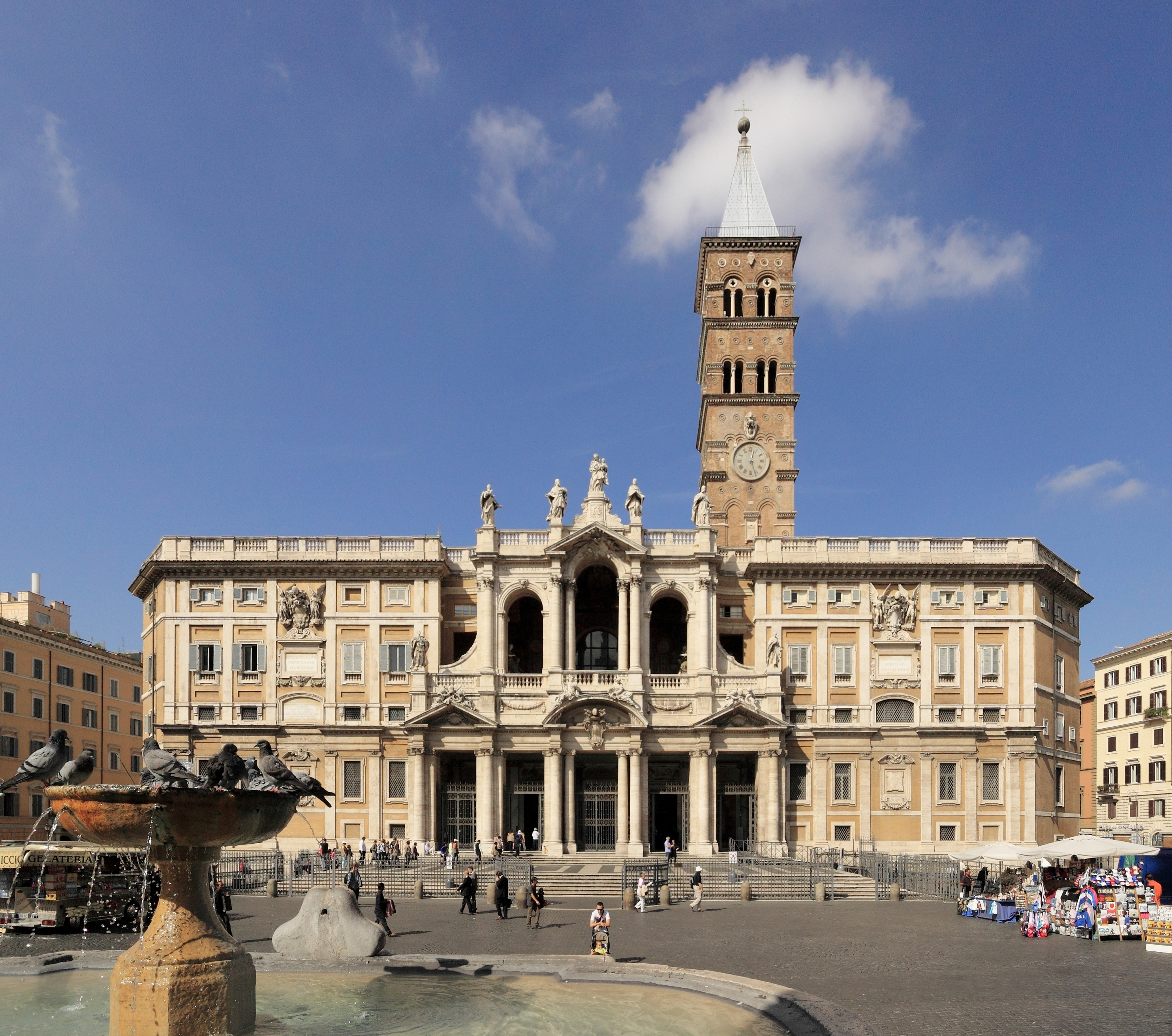
Vương cung thánh đường Đức Bà Cả
41°53′51″B 12°29′55″Đ / 41,8975°B 12,49861°Đ

Tiểu vương cung thánh đường (tiếng Ý: basilica minore) là danh hiệu dành cho bất kỳ ngôi thánh đường hay thánh địa quan trọng nào khác tại Roma hay khắp nơi trên thế giới, do chính giáo hoàng ban tặng. Khi một nhà thờ đã được nâng lên danh hiệu tiểu vương cung thánh đường thì được Tòa Thánh trao cho hai biểu trưng của mối liên kết giữa vương cung thánh đường đó với giáo hoàng: một cái chuông (tintinnabulum) dùng để báo tin khi giáo hoàng hay người thay mặt giáo hoàng đến, và một cái dù bằng lụa có hai màu vàng, đỏ (conopaeum hay umbraculum) dùng để che cho giáo hoàng.

## Kiến trúc

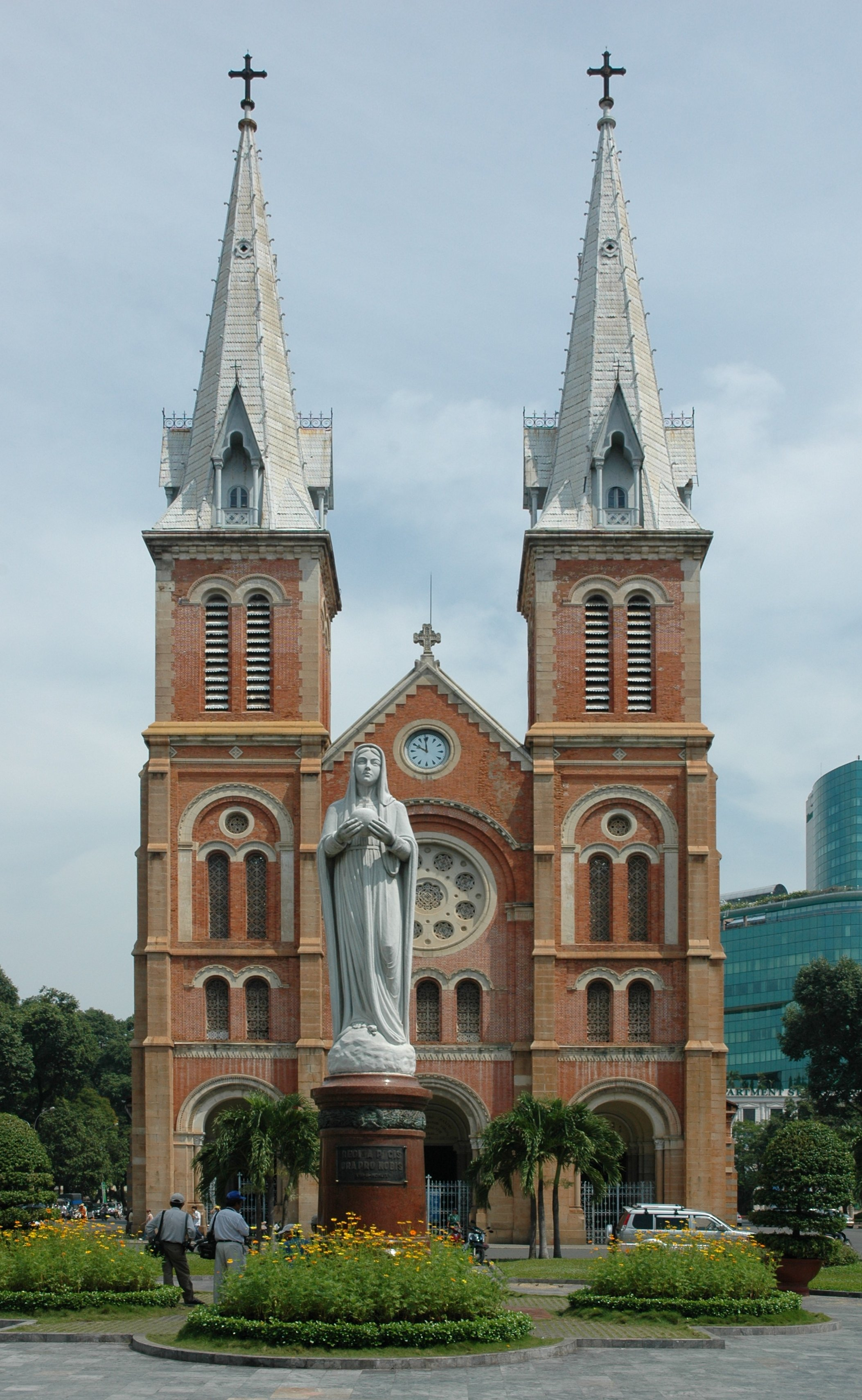
Nhà thờ chính tòa Đức Bà Sài Gòn - một vương cung thánh đường nổi tiếng tại Việt Nam.

Hầu hết các vương cung thánh đường Công giáo đều là các nhà thờ có kiến trúc to lớn và/hoặc cổ kính. Mặt bằng các công trình này thường mang hình cây thập giá (tượng trưng cho Chúa Giêsu) tạo thành ba gian chính: gian hành lang, gian giáo dân và gian cung thánh. Bên trong có lưu giữ hài cốt các vị tử đạo, thánh nhân, các nhân vật quan trọng hoặc các tác phẩm nghệ thuật Công giáo có giá trị lớn.